# Velimir Valenta
Velimir Valenta   (Klis, 21 d'abril de 1929 - Mendrisio, 27 de novembre de 2004) fou un remer croat que va competir sota bandera iugoslava durant les dècades de 1940 i 1950.
El 1952 va prendre part en els Jocs Olímpics d'Estiu de Hèlsinki, on guanyà la medalla d'or en la prova del quatre sense timoner del programa de rem. Formà equip amb Duje Bonačić, Mate Trojanović i Petar Šegvić. En el seu palmarès també destaca el campionat nacional del vuit amb timoner de 1950.